# Katsuyuki Tanamura
Katsuyuki Tanamura (em japonês:  棚村 克行, Tanamura Katsuyuki; Ishigaki, 3 de agosto de 1989) é um jogador de polo aquático japonês.

## Carreira
Tanamura integrou a Seleção Japonesa de Polo Aquático que ficou em décimo segundo lugar nos Jogos Olímpicos de 2016.